# Yukar
Les yukar (ユーカラ) sont des sagas aïnoues qui constituent une longue et riche tradition de littérature orale. Dans des périodes plus anciennes, la narration était réalisée à la fois par des hommes et des femmes. Au XIXe siècle et au début du XXe, lors du déclin de la culture aïnoue, les femmes étaient généralement les meilleures narratrices.
Ces récits traditionnels décrivent des mondes flottants comme l'Ainu mosir, le pays des hommes, par opposition au Kamui mosir, le pays des dieux, qui sont situés sur le dos d'un poisson dont les mouvements causent des tremblements de terre.
Le docteur Kyōsuke Kindaichi a rassemblé des yukar et les a traduits en japonais.
En août 2006, l'Asahi Shimbun a rapporté dans un article que l'agence pour les Affaires culturelles du Japon (Bunkachō) allait arrêter en 2007 le financement du projet de traduction des carnets de Kan-nari matsu (金成マツノート, Kan-nari matsu nōto), qui consistent en quatre-vingt-douze yukar écrits en romaji dont le dixième est perdu et quarante-neuf ne sont pas encore traduits. Il est dit que l'arrêt du financement est dû à la mort de Shigeru Kayano en mai 2006.
En 1999, un groupe multinational d'enseignants et de traducteurs a établi le projet U-e-peker qui vise à diffuser davantage de contes populaires aïnous en anglais. Ils ont publié les versions anglaises de deux livres de Kayano sous les titres The Ainu: A Story of Japan's Original People (Les Aïnous. Histoire du peuple originel du Japon, Tuttle Publishing, 2004) et The Ainu and the Fox (Les Aïnous et le Renard, RIC Publications, 2006). Les projets futurs incluent le livre d'images en anglais du yukar Ainu shin'yōshū (アイヌ神謡集), une anthologie d'histoires de tradition orale des Aïnous, qui a été pour la première fois écrite et traduite en japonais par Yukie Chiri (1903-1922), la nièce d'Imecanu et inestimable assistante de Kindaichi jusqu'à sa mort au jeune âge de dix-neuf ans.